# Phaloe cruenta
Phaloe cruenta är en fjärilsart som beskrevs av Jacob Hübner 1823. Phaloe cruenta ingår i släktet Phaloe och familjen björnspinnare. Inga underarter finns listade i Catalogue of Life.

## Bildgalleri

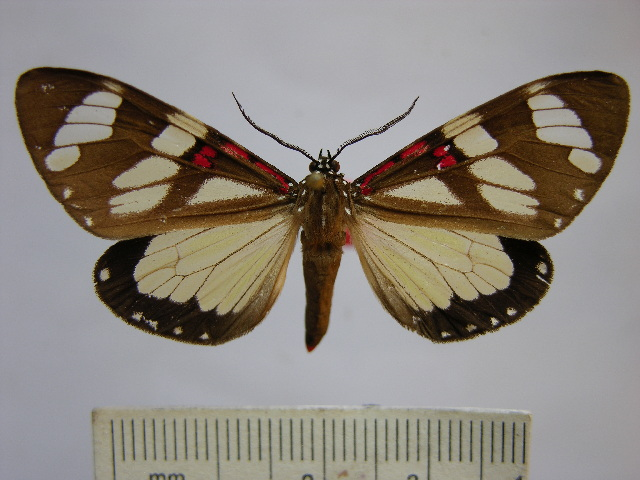